# Рось Артем Вадимович
Арте́м Вади́мович Рось (нар. 19 грудня 1988, Донецьк, УРСР, СРСР) — український футзаліст,  захисник оршанського «Вітену».

## Біографія
Починав грати у футбол у клубі «Донеччанка». Через деякий час потрапив у спортінтернат «Шахтаря», який тільки-но відкрився. Приблизно через півроку перейшов в  Училище олімпійського резерву. Після УОР їздив на перегляд у «Тирасполь» і у Фінляндію.
Пізніше отримав запрошення від Олексія Саламахіна пограти у футзал у донецькому «Сапарі». Так розпочалася його футзальна кар'єра. Разом з командою виграв чемпіонат міста, чемпіонат України у другій лізі і у першій лізі. Після перемоги у другій лізі отримав запрошення від донецького «Шахтаря», але вирішив залишитися у «Сапарі». Коли клуб розформували, отримав запрошення з одеського «Марріону» і все того ж «Шахтаря». Артем обрав пропозицію донецької команди, в якій провів лише один сезон.
У жовтні 2010 року перейшов в луганський «ЛТК».
2011 року дебютував за збірну України у матчі проти збірної Молдови.
20 червня 2013 року КДК ФФУ дискваліфікував Артема на одну гру і оштрафував на 250 гривень за те, що по закінченні матчу «Енергія» (Львів)-«ЛТК» (Луганськ), що відбувся 9 червня, він в нецензурній формі погрожував арбітрам фізичною розправою

## Титули та досягнення

### Командні
«Сапар»
- Перша ліга
  -  Чемпіон (1): 2008/09[5]

- Друга ліга
  -  Чемпіон (1): 2007/08

«Шахтар»
- Екстра-ліга
  -  Срібний призер (1): 2009/10

ЛТК
- Кубок України
  -  Фіналіст (1): 2012/13

«Лідсельмаш»
- Вища ліга
  -  Чемпіон (3): 2014/15, 2015/16, 2017/18
- Кубок Білорусі
  -  Володар (1): 2018/19
  -  Фіналіст (1): 2015/16
- Суперкубок Білорусі
  -  Володар (1): 2015

«Локомотив»
- Екстра-ліга
  -  Бронзовий призер (1): 2016/17
- Суперкубок України
  -  Володар (1): 2016

«Вітен»
- Вища ліга
  -  Чемпіон (2): 2019/20, 2020/21
- Суперкубок Білорусі
  -  Володар (2): 2019, 2020

### Особисті
- Найкращий гравець чемпіонату Білорусі: 2019/20[6]
- Символічна збірна чемпіонату Білорусі: 2020/21[7]
- Найкращий бомбардир чемпіонату України у Першій лізі: 2008/2009
- Найкращий гравець Кубку Донбасу: 2011[8]
- Потрапив в символічну збірну чемпіонату Білорусі (2): 2015/16[9], 2019/20[10]
- Найкращий захисник Кубка Білорусі (1): 2018/19[11]